# Lacrimoso son'io (Mozart)
Lacrimoso son'io (en italiano, ‘Llorando estoy’) en la menor, K. 555, es un canon para cuatro voces a cappella de Wolfgang Amadeus Mozart; Mozart incluyó esta obra en su catálogo temático el 2 de septiembre de 1788, siendo el tercero de una serie de diez cánones.

## Música
El canon está escrito en compás de compasillo binario y en la tonalidad de la menor. El tema presenta una extensión de diecisiete compases; entrando cada una de las voces transcurridos cuatro compases. El canon presenta una indicación de Adagio.
Tema:

## Texto
| Versión original en italiano            | Versión original en italiano               |
| --------------------------------------- | ------------------------------------------ |
| Lacrimoso son'io perduto ho l'idol mio. | Llorando estoy [pues] he perdido mi ídolo. |
| Versión alternativa en alemán                                          | Versión alternativa en alemán                                                  |
| ---------------------------------------------------------------------- | ------------------------------------------------------------------------------ |
| Ach! zum Jammer bin ich erkohren auf immer ist sie für mich verlohren! | ¡Ay! para la tristeza he sido escogido [pues] pues la he perdido para siempre. |
El texto original en italiano parece haber gozado de gran popularidad, particularmente para componer cánones. De esta forma, fue utilizado también para la composición de piezas de este género por compositores como el veneciano Antonio Caldara (1670-1736), así como por autores posteriores, como Franz Schubert (quien escribió dos cánones sobre este texto). El padre de Mozart, Leopold, copió siete cánones de Caldara, incluido uno con este mismo texto, por lo que es probable que su hijo Wolfgang los conociese; esta hipótesis se ve respaldada, por la inclinación que sentía el genio austriaco por la inclusión de pasajes cromáticos, probablemente influenciado por el maestro veneciano.

## Obras relacionadas
Otros cánones que Mozart también apuntó en su catálogo temático el día 2 de septiembre de 1788 son: Alleluia (KV 553) y Ave Maria (KV 554), ambas de tema religioso; Caro bell'idol mio (KV 562), de tema amoroso; Difficile lectu mihi Mars (KV 559), O du eselhafter Peierl (KV 560a) y Bona nox (KV 561), los cuales usan un lenguaje obsceno, marcado por la presencia de humor escatológico.